# Kunstmühle
Als Kunstmühle wurden ab dem 19. Jahrhundert Mühlen bezeichnet, die einen (für die damalige Zeit) besonders hohen technischen Standard aufwiesen. Der Wortbestandteil „Kunst“ bezieht sich dabei nicht auf Kunst im Sinne des Schaffens eines Kunstwerks, sondern auf die Ingenieurskunst, also die Technik.
Maßgeblich für die Auszeichnung als Kunstmühle war oft, dass die alten Mahlgänge mit Mühlsteinen durch moderne Walzenstühle ersetzt wurden. Damit einher ging oft das Ersetzen der alten Wasserräder durch moderne Turbinen oder die Verwendung von Dampfmaschinen und Elektromotoren zum Antrieb. Der höhere technische Standard erlaubte die Herstellung von spezialisierteren Getreideprodukten oder Mehl von besonderer Körnung, beispielsweise Grieß.
Aus den teilweise bis auf das Mittelalter zurückgehenden Handwerksbetrieben wurden so industrielle Kleinunternehmen.

## Auswahl von Kunstmühlen

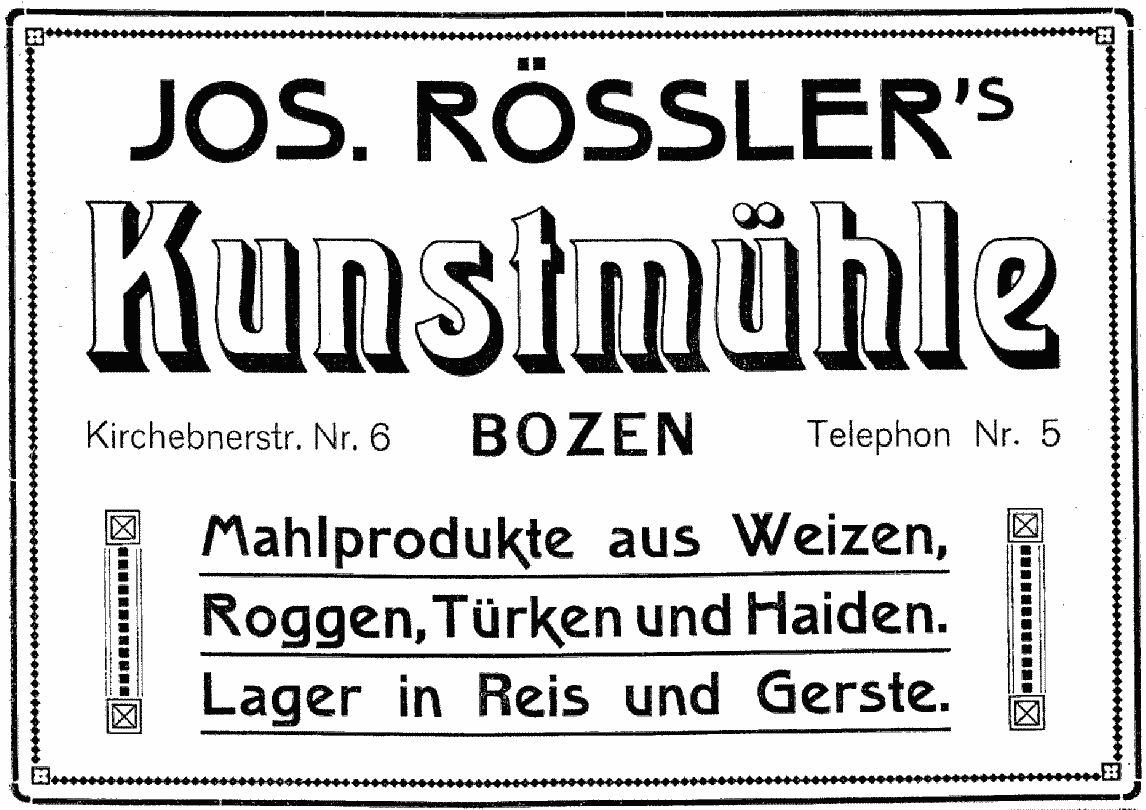
Jos. Rössler’s Kunstmühle im Adressbuch von Bozen-Gries 8, 1910, Anh. S. 23

Alphabetisch nach Ort mit Jahreszahl der Errichtung bzw. des Umbaus als Kunstmühle:
- Aktienkunstmühle in Aichach
- Siferlingersche Kunstmühle in Bad Endorf
- Kunstmühle in Bad Sulza
- Kunstmühle Künkele bei Bad Urach
- Josef Rösslers Kunstmühle in Bozen, 1886
- Ehemalige Großherzogliche Wassermühle in Bützow, 1894
- Mühle in Crumbach (heute Lohfelden), ab 1926 Dampfmühle oder Kunstmühle Friedrich Freudenstein.
- Würmmühle bei Dachau, führte nachweislich 1904 den Zusatz Kunstmühle[2]
- Kunstmühle Hofgut Benedictus in Eichstegen-Ragenreute (In einer Urkunde wurde der Verkauf einer Mühle 1278 dokumentiert. Seit dem Jahre 1693 in Familienbesitz.)
- Kunstmühle Luntz in Eisenheim, die Mühle wurde vor 1884 in eine Kunstmühle umgewandelt
- Kunstmühle Hofmeir in Fahlenbach, ca. 1923
- Kunstmühle Straub in Geislingen an der Steige seit 1652
- Kunstmühle Benz in Heidenheim an der Brenz, seit 1579
- Kunstmühle Georg Tuger (auch Tuger’sche Kunstmühle) in Heppenheim (Bergstraße), Umbau 1889/90[3]
- Kunstmühle in Jarmen
- Kunstmühle Leidescher in Krumbach (Schwaben)
- Kunstmühle in Kleinhettstedt
- Kunstmühle Langwied, München, 18. Jh.
- Schmölzsche Kunstmühle in Mengen
- Kunstmühle in Merklingen
- Kunstmühle der Familie Satzinger  in Mögeldorf
- Bäcker-Kunstmühle in München, 1853
- Hofbräuhaus-Kunstmühle in München, 1878
- Kraemer’sche Kunstmühle in München, 1863
- Tivoli-Kunstmühle in München, 1837
- Kunstmühle (Krauß’sche Stadtmühle) in Munderkingen, Umbau 1874
- Kunstmühle in Neumarkt in der Oberpfalz, 1845
- Kunstmühle in Oedheim
- Kunstmühle in Ratzenried, vor 1841
- Kunstmühle in Rosenheim, 1855
- Kunstmühle in Schlauersbach, 1872
- Kunstmühle in Trutzhof
- Schweickhardt’sche Kunstmühle in Tübingen, ca. 1830er
- Kunstmühle in Weingarten
- Kunstmühle Fritsch in Wels
- Kunstmühle Ignaz Jochner in Wilzhofen